# Nowy Świat (Wieluń)
Pour les articles homonymes, voir Nowy Świat.
Nowy Świat est une localité polonaise de la gmina et du powiat de Wieluń en voïvodie de Łódź.